# Hacienda Huando
La Hacienda Huando es una antigua hacienda peruana, ubicada en el distrito de Huaral, provincia homónima, en el departamento de Lima, a 8 km al este de la ciudad de Chancay. Fue propiedad de la familia Graña que la utilizaron como explotación frutera, destacando la naranja Huando.

## Descripción
El terreno total de la hacienda era de unas 1.479 hectáreas. La tierra se dividía en un porcentaje de 70% para el cultivo de naranja Huando, un 20% de tierra de panllevar, y un 10% destinado a pastizales, ya que además de terreno agrario en las instalaciones se criaban caballos de paso y toros de lidia, y también gallos de pelea.
Además de las extensas tierras de cultivo, en el lugar se encuentra la Casa Hacienda Huando, que data de 1939, que se compone de la capilla de la Virgen Inmaculada Concepción de estilo barroco colonial con su entrada custodiada por dos leones de mármol, y la casa principal donde habitaba la familia propietaria. También tiene una piscina y un ficus de más de 200 años.
La casa, aunque abandonada y en parte derruida, sirve de atractivo turístico para la región.

## Historia
Sus orígenes se remontan al año 1820, cuando el patriota Andrés de los Reyes y la española Andrea Largacha eran propietarios del terreno. El matrimonio tuvo una hija, Andrea Reyes Largacha, que se casó con Waldo Graña, naciendo así la dinastía que gobernaría la hacienda Huando. De los nueve hijos del matrimonio, entre los que estuvo Francisco Graña Reyes, solo se quedaron el ingeniero de minas Antonio Graña Reyes y Victoria Elizalde, su esposa, quienes se instalaron en 1896 y aumentaron la extensión de la hacienda.
En la década de 1960 en este lugar se realizaron los primeros ensayos clínicos de contracepción en Perú, para lo que se escogieron a mujeres casadas o con parejas estables y con al menos un hijo, bajo el beneplácito de los hermanos Fernando y Antonio Graña Elizalde, dueños de la hacienda en ese entonces.
Como en muchas otras haciendas en el Perú, existieron denuncias de abusos a los trabajadores. En 1969 la Dictadura militar de Juan Velasco Alvarado anunció la Ley de Reforma Agraria, por la cual se expropiaban extensos latifundios y plantaciones pasando a manos de sus trabajadores.

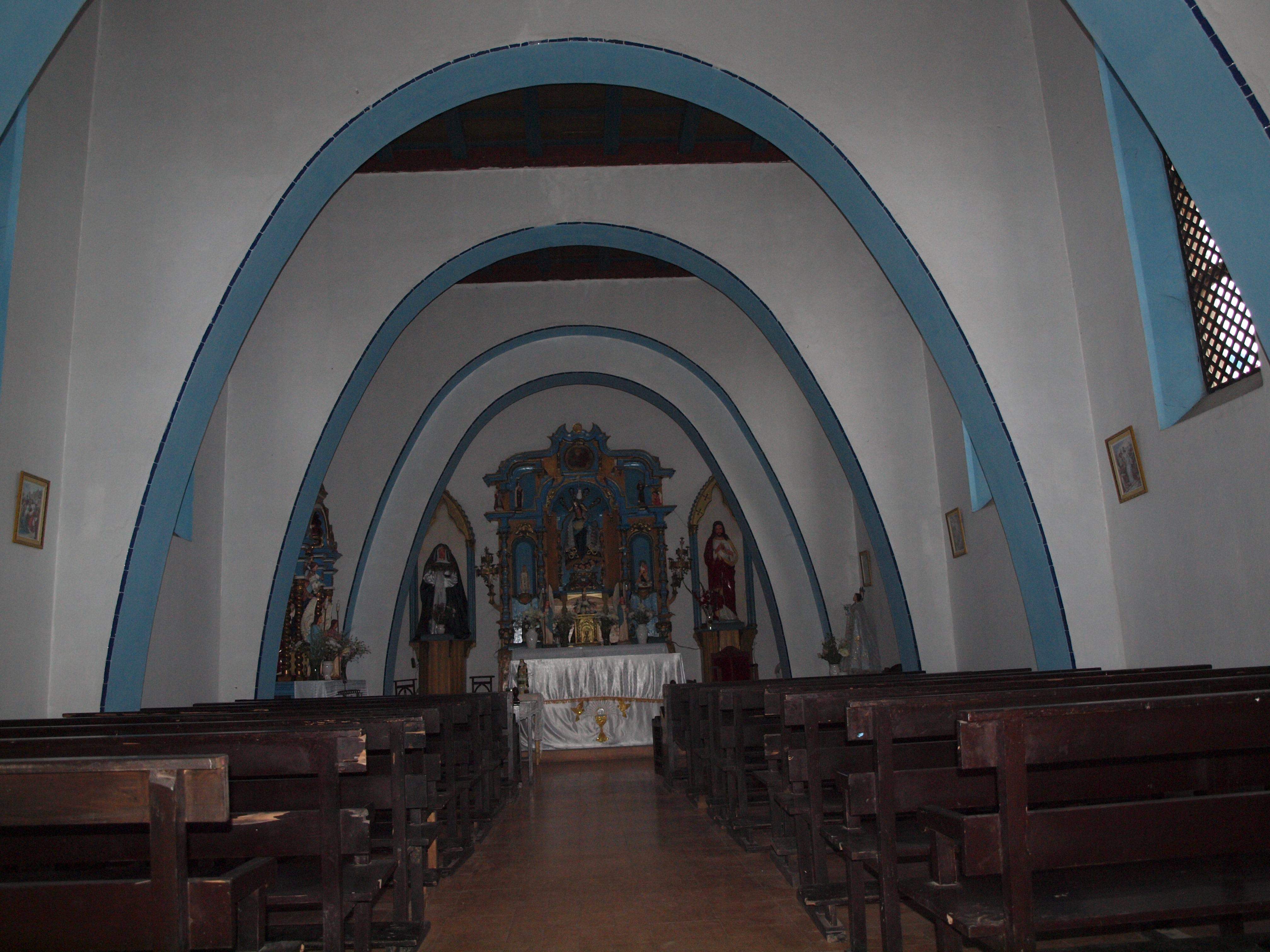
Interior de la Capilla, con vista de un altar dedicado a la Inmaculada Concepción.

La familia Graña, al tanto de lo que podía pasar a su patrimonio, decidió realizar una distribución privada para evitar la expropiación. La tierra fue dividida entre miembros de la familia y afectos a los Graña: 700 hectáreas para familiares, 160 a empleados, 200 a inversionistas limeños y 50 para campesinos leales a la familia. Este ardid, unido a una serie de huelgas del sindicato de trabajadores de la hacienda Huando y movilizaciones campesinas, hizo que el gobierno fallase en favor de los trabajadores. En 1972 se creó la Cooperativa Agraria de Producción Huando, que agrupó a 685 personas.
Las condiciones de trabajo mejoraron, pero debido a malos manejos y corrupción por parte de algunos dirigentes en 1992 la cooperativa decidió su disolución y la tierra fue parcelizada. Una parte de los trabajadores no estuvo de acuerdo con la decisión, y formaron la Empresa Agroindustrial Huando (Emagrin), que terminó siendo vendida pasando a ser el fundo Santa Patricia.
Actualmente en los terrenos de la otrora hacienda se producen naranjas Huando (aunque a menor escala), fresas, paltas, pecanas, espárragos, miel de abeja y otras frutas que sirven de base a licores artesanales.

## Naranja Huando

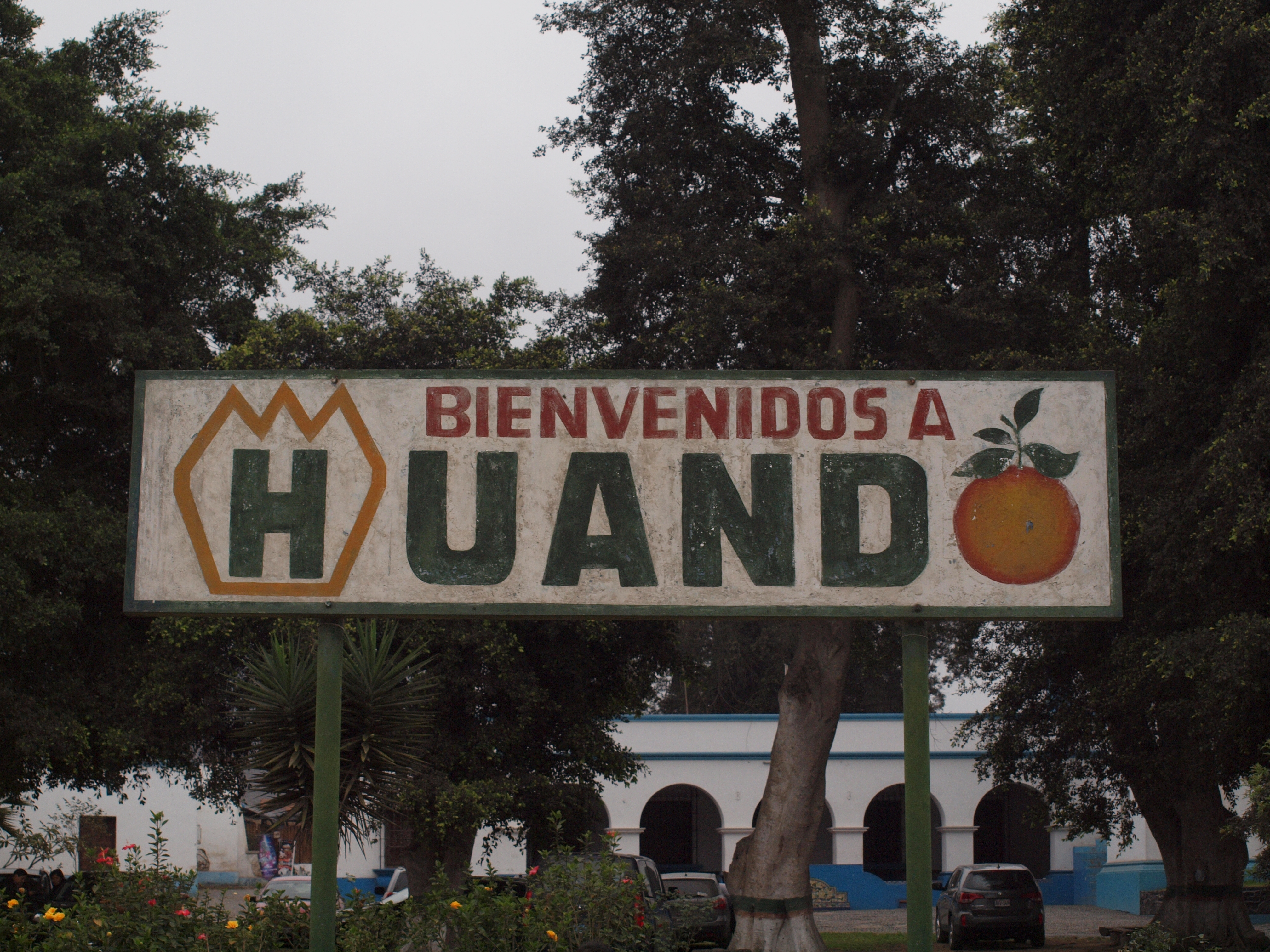
Cartel de bienvenida a Huando, donde se aprecia una naranja Huando, símbolo del lugar.

La naranja Huando es una fruta muy apreciada en el mercado peruano. Proviene de una variedad de naranja Washington Navel cultivada en esta hacienda, de donde tomó su nombre; fue llevada desde Estados Unidos por Antonio Graña Reyes e introducida en la década de 1950. Es de un color anaranjado intenso, de gran tamaño, muy jugosas y no tienen semilla. Antes de la reforma agraria de 1969, su producción estaba destinada tanto al mercado nacional como a la exportación a Estados Unidos, Canadá y varios países europeos. Con la parcealización de la hacienda, el ataque de un virus vegetal y la pérdida de mercados, la producción decayó. Su coste de producción era elevado, así que los cooperativistas ensayaron el cultivo de mandarinas de la variedad Satzuma, que también se denominaron mandarina Huando, pero el proyecto no prosperó.
Esta naranja también se cultiva en Ica, Chincha, en la zona alta de Huacho y en la selva de Cuzco.